# Nikita Filippov
Nikita Viktorovič Filippov (in cirillico: Никита Викторович Филиппов; Almaty, 7 ottobre 1991) è un astista kazako.

## Palmarès
| Anno | Manifestazione               | Sede     | Evento           | Risultato | Prestazione | Note |
| ---- | ---------------------------- | -------- | ---------------- | --------- | ----------- | ---- |
| 2008 | Campionati asiatici juniores | Giacarta | Salto con l'asta | Bronzo    | 4,80 m      |      |
| 2010 | Campionati asiatici indoor   | Teheran  | Salto con l'asta | Argento   | 5,10 m      |      |
| 2010 | Giochi dell'Asia orientale   | Hanoi    | Salto con l'asta | Oro       | 5,05 m      |      |
| 2010 | Mondiali juniores            | Moncton  | Salto con l'asta | 11º       | 4,85 m      |      |
| 2011 | Campionati asiatici          | Kōbe     | Salto con l'asta | 4º        | 5,40 m      |      |
| 2012 | Giochi olimpici              | Londra   | Salto con l'asta | 18º (q)   | 5,35 m      |      |
| 2013 | Universiadi                  | Kazan'   | Salto con l'asta | Bronzo    | 5,50 m      |      |
| 2013 | Mondiali                     | Mosca    | Salto con l'asta | 14º (q)   | 5,40 m      |      |
| 2014 | Giochi asiatici              | Incheon  | Salto con l'asta | 5º        | 5,25 m      |      |
| 2015 | Universiadi                  | Gwangju  | Salto con l'asta | Oro       | 5,50 m      |      |
| 2015 | Campionati asiatici          | Wuhan    | Salto con l'asta | 8º        | 5,40 m      |      |
| 2015 | Mondiali                     | Pechino  | Salto con l'asta | 30º (q)   | 5,40 m      |      |
| 2017 | Universiadi                  | Taipei   | Salto con l'asta | 8º        | 5,30 m      |      |
| 2018 | Campionati asiatici indoor   | Teheran  | Salto con l'asta | Oro       | 5,20 m      |      |
| 2018 | Giochi asiatici              | Giacarta | Salto con l'asta | 8º        | 5,30 m      |      |